# سیاه‌مرغ نغمه‌ساز
سیاه‌مرغ نغمه‌ساز (نام علمی: Dives dives) نام یک گونه از سرده سیاه‌مرغ‌های نغمه‌ساز است.